# Mirco Diamanti
Mirco Diamanti (Carrara, 9 aprile 1955) è un allenatore di pallacanestro italiano.

## Carriera
Ha guidato in Serie A1 femminile Spezia, Napoli, Lucca,Parking Graf Crema e  Pall. Broni  . È stato miglior allenatore di Serie A1 nel 2000 e miglior allenatore di Serie A2 nel 2003.
Insegnante di educazione fisica, prese un anno di aspettativa per allenare Napoli (con cui vinse il campionato di Serie A2 e la Coppa Italia senza perdere nemmeno una partita), poi si trasferì un anno ad insegnare nel capoluogo campano. Nel 2017 con Le Mura Lucca ha vinto il campionato italiano di serie A1.
Nella stagione 2018-19 ha allenato la squadra maschile del Centro Minibasket Carrara, che milita in serie C Silver.
Ha allenato la Parking Graf Crema durante la stagione 2021-22 con cui ha vinto tutte le partite nel corso della stagione regolare e conquistato il campionato di Serie A2.
Nella stagione successiva viene ingaggiato dalla Eirene Ragusa, squadra di serie A1.Il 21 gennaio 2025 subentra a Michael Magagnoli sulla panchina del Broni
È stato commissario tecnico dell'Italia under 18 agli Europei di categoria in Svezia, nel 2009.

## Palmarès
- Campionato italiano: 1
Le Mura Lucca: 2016-17
- Campionato italiano di Serie A2: 5(promozioni in serie A1)
Athletic Bk. La Spezia: 1997-98
Napoli Bk. Vomero: 2002-03
Le Mura Lucca: 2009-10
Parking Graf Crema: 2021-22
Logiman Broni : 2024-25
- Campionato italiano di Serie B d'Eccellenza: 1 (promozioni in Serie A2)
Le Mura Lucca: 2007-08
- Campionato italiano di Serie B: 1 (promozioni in Serie A2)
Pall. Femm. La Spezia: 1995-96
- Coppa Italia di Serie A2: 2
Napoli Bk. Vomero: 2003
Basket Team Crema: 2022